# Željko Kalajdžić
Željko Kalajdžić (Belgrad, 11 de maig de 1978) és un futbolista serbi, que ocupa la posició de migcampista.
Ha militat en diversos equips serbis, així com al Vila-real CF, a l'Incheon United coreà i a diversos equips de la lliga grega.